# Xeromphalina
Xeromphalina Kühner & Maire (pępowniczka) – rodzaj grzybów z rodziny grzybówkowatych (Mycenaceae).

## Charakterystyka
Drobne grzyby kapeluszowe o blaszkowatym, przyrośniętym lub zbiegającym hymenoforze. Owocniki pępówkowate, grzybówkowate lub podobne do pieniążków. Kapelusz zwykle jaskrawo ubarwiony. Blaszki szeroko przyrośnięte do zbiegających, nigdy czysto białe. Trzon zwykle centralny, rzadziej ekscentryczny, suchy, z żółtawą lub żółtobrązową grzybnią u podstawy. Smak łagodny, nieprzyjemny lub gorzki. Ryzomorfy zwykle obecne. Wysyp zarodników biały, zarodniki elipsoidalne, szeroko elipsoidalne, podłużne, cylindryczne lub lekko alantoidalne, cienkościenne gładkie, amyloidalne, niecyjanofilne, szkliste. Cheilocystydy zawsze obecne; pleurocystydy obecne lub nieobecne; pileocystydy obecne, często dwóch typów: cienkościenne i nierozgałęzione oraz grubościenne, często rozgałęzione lub koraloidalne (circumcystydy). Strzępki ze sprzążkami, nieamyloidalne i niedekstrynoidalne. Miąższ trzonu sarkodimityczny.
Grzyby saprotroficzne występujące na drzewach iglastych, rzadziej także na liściastych, czasami w torfowiskach lub ściółce leśnej. Występują na całym świecie, znane ze stref umiarkowanych obu półkul i strefy górskiej regionów tropikalnych.

## Systematyka i nazewnictwo
Pozycja w klasyfikacji według Index Fungorum: Mycenaceae, Agaricales, Agaricomycetidae, Agaricomycetes, Agaricomycotina, Basidiomycota, Fungi.
Takson utworzyli Robert Kühner i René Charles Maire w 1934 r. Synonimy nazwy naukowej: Omphalopsis Earle, Phlebomarasmius R. Heim, Valentinia Velen.
Polską nazwę nadał Władysław Wojewoda w 1985 r. W polskim piśmiennictwie należące do tego rodzaju gatunki opisywane były także jako bedłka i grzybówka.
Gatunki występujące w Polsce:
- Xeromphalina brunneola O.K. Mill. 1968 – pępowniczka brunatna
- Xeromphalina campanella (Batsch) Kühner & Maire 1934 – pępowniczka dzwonkowata
- Xeromphalina cauticinalis (With.) Kühner & Maire 1934 – pępowniczka żółtawa, pępowniczka gorzkawa[6]
- Xeromphalina cornui (Quél.) J. Favre 1936 – pępowniczka torfowcowa
- Xeromphalina fraxinophila A.H. Sm. 1953[7]

Nazwy naukowe na podstawie Index Fungorum. Nazwy polskie i wykaz gatunków według W. Wojewody i internetowego atlasu grzybów. W. Wojewoda wymienił je pod błędną nazwą Xeromphalia.